# Rumen Four Stroke
Der Rumen ist ein von der französischen Firma Four Stroke Design (auch 4Stroke) gebautes Automobil, das von dem bulgarischen Ingenieur Rumen Antonow entwickelt wurde.

## Entwicklung
Schon als Kind träumte Rumen Antonow (* 1944) von einem Bugatti Type 57 und entwarf erste Skizzen seines eigenen Traumwagens. 1988 floh er aus dem sozialistischen Bulgarien nach Frankreich, wo er in Ruhe an seinen Projekten, die er in seiner Heimat begann, weiterarbeiten konnte. Das erste Projekt, mit dem er öffentliche Aufmerksamkeit erregte, war ein Automatikgetriebe. 1991 erinnerte er sich an seinen Kindheitstraum und baute ein erstes Plastikmodell des Rumens. Zu dieser Zeit verfolgte er noch keine wirtschaftlichen Ziele mit dem Projekt, sondern wollte einen ersten Schritt tun, um seinen Traum vom selbstgebauten Auto zu verwirklichen. Auf dem Pariser Automobilsalon 2002 stellte er einen ersten Prototyp der Öffentlichkeit vor. Die durchweg positiven Reaktionen veranlassten ihn, sein Auto in Kleinserie zu produzieren, um seinen Traum mit anderen teilen zu können. In einer kleinen Werkstatt nahe Paris werden seitdem von gerade einmal fünf Mitarbeitern in Handarbeit die Fahrzeuge hergestellt. Dabei wird versucht, vor allem Antonovs patentierte Techniken zu verwenden. Lenkung, Fahrwerkskomponenten und Motor stammen allerdings vom Peugeot 107. Dennoch soll ein Exemplar des Rumen innerhalb von zwei Wochen vollendet sein. Der Grundpreis liegt bei rund € 50.000.

## Technische Daten
| Rumen:                     | Four Stroke                           |
| -------------------------- | ------------------------------------- |
| Motorbauart:               | Reihendreizylinder mit zwölf Ventilen |
| Hubraum:                   | 998 cm³                               |
| Leistung:                  | 50 kW (68 PS) bei 6000/min.           |
| Drehmoment:                | 93 Nm bei 3600/min.                   |
| Einspritzung:              | Direkteinspritzung                    |
| Getriebe:                  | 5-Gang-2tronic                        |
| Tankvolumen:               | 35,0 l                                |
| Kofferraumvolumen:         | 200,0 l                               |
| Bereifung (vorne; hinten): | 165 / 60 R15; 165 / 60 R15            |
| Radstand:                  | 2350 mm                               |
| Länge / Breite / Höhe:     | 3500 mm / 1600 mm / 1310 mm           |
| Gewicht:                   | 500 kg                                |